# Rubén Espinoza
Rubén Alberto Espinoza Molina (Tomé, Región del Biobío; 1 de junio de 1961) es un exfutbolista chileno que durante su carrera ocupó las posiciones de carrilero derecho, volante externo y volante mixto, principalmente en la década de 1980 y principios de la década de 1990. También desarrolló una breve trayectoria como técnico en Unión San Felipe y O'Higgins.

## Trayectoria
Sus inicios futbolísticos fueron el club Carlos Mahns de su natal Tomé. En 1978 participó del XIV Campeonato Nacional Juvenil siendo parte de las filas de la Selección de Cañete, tras ser solicitado como refuerzo. Lee bien aqui abeja porfiada:  Dada su buena actuación en el torneo, es invitado por Alberto Fouillioux a unirse a las filas de Colo-Colo en 1979, pero tras el despido de Tito, terminó recalando en las series juveniles de Universidad Católica, donde logró debutar. En el equipo Cruzado fue partícipe de dos copas y dos ligas —Copa Chile 1983, Copa República 1983 y los Campeonatos nacionales de 1984 y 1987, además de jugar la semifinal de Copa Libertadores 1984.
En 1989 firma contrato por Colo-Colo, con el que alcanzó el bicampeonato de Primera División de Chile, un bicampeonato (1989, 1990) por Copa Chile y campeón de Copa Libertadores 1991. También se desempeñó en Cruz Azul de México, O'Higgins, Everton y Unión Española. Ya en las postrimerías de su carrera, regresa a Universidad Católica para campeonar en la Copa Chile 1995. Se retiró en 1996, defendiendo los colores del Richmond Kickers de la USL First Division estadounidense.
En 2015 fue Gerente Deportivo de Ñublense.

## Selección nacional
Por la selección de fútbol de Chile jugó un total de 31 partidos donde marcó 5 goles. Debutó el 28 de abril de 1983, en el Estadio Maracaná, vs Brasil.

### Participaciones en Copas América
| Torneo            | Sede      | Resultado     |
| ----------------- | --------- | ------------- |
| Copa América 1983 | Sin Sede  | Primera Ronda |
| Copa América 1987 | Argentina | Subcampeón    |
| Copa América 1991 | Chile     | 3° Lugar      |

### Participaciones en Eliminatorias Sudamericanas
| Eliminatorias                    | Equipo | Resultado |
| -------------------------------- | ------ | --------- |
| Eliminatorias Sudamericanas 1986 | Chile  | Eliminado |

## Clubes

### Como jugador
| Club                 | País           | Año       |
| -------------------- | -------------- | --------- |
| Universidad Católica | Chile          | 1979-1988 |
| Colo-Colo            | Chile          | 1989-1991 |
| Cruz Azul            | México         | 1991-1992 |
| O'Higgins            | Chile          | 1992      |
| Everton              | Chile          | 1993      |
| O'Higgins            | Chile          | 1994      |
| Unión Española       | Chile          | 1994      |
| Universidad Católica | Chile          | 1995      |
| Richmond Kickers     | Estados Unidos | 1996      |

### Como entrenador
| Club                | País  | Año  |
| ------------------- | ----- | ---- |
| O'Higgins           | Chile | 2011 |
| Unión San Felipe    | Chile | 2006 |
| Ñublense (Interino) | Chile | 2017 |

## Palmarés

### Torneos nacionales
| Título           | Club                      | País  | Año  |
| ---------------- | ------------------------- | ----- | ---- |
| Copa Chile       | C.D. Universidad Católica | Chile | 1983 |
| Copa República   | C.D. Universidad Católica | Chile | 1984 |
| Primera División | C.D. Universidad Católica | Chile | 1984 |
| Primera División | C.D. Universidad Católica | Chile | 1987 |
| Copa Chile       | C.S.D. Colo-Colo          | Chile | 1989 |
| Primera División | C.S.D. Colo-Colo          | Chile | 1989 |
| Copa Chile       | C.S.D. Colo-Colo          | Chile | 1990 |
| Primera División | C.S.D. Colo-Colo          | Chile | 1990 |
| Primera División | C.S.D. Colo-Colo          | Chile | 1991 |
| Copa Chile       | C.D. Universidad Católica | Chile | 1995 |

### Torneos internacionales
| Título            | Club             | País  | Año  |
| ----------------- | ---------------- | ----- | ---- |
| Copa Libertadores | C.S.D. Colo-Colo | Chile | 1991 |